# TCF12
TCF12‏ (Transcription factor 12) هوَ بروتين يُشَفر بواسطة جين TCF12 في الإنسان.